# Ammophila formosensis
Ammophila formosensis är en biart som beskrevs av Kazuhiko Tsuneki 1971. Ammophila formosensis ingår i släktet Ammophila och familjen grävsteklar. Inga underarter finns listade i Catalogue of Life.